# Francisco González Hernández
Francisco González Hernández OP (ur. 20 lipca 1952 w Castronuño) – hiszpański duchowny katolicki posługujący w Peru, wikariusz apostolski Puerto Maldonado w latach 2008-2015.

## Życiorys
Święcenia kapłańskie przyjął 18 grudnia 1982 w Zakonie Kaznodziejskim. Po święceniach wyjechał do Salamanki i podjął studia teologiczne na tamtejszym uniwersytecie. Po uzyskaniu tytułu licencjata został profesorem seminarium duchownego w La Virgen del Camino, a następnie mistrzem nowicjatu. W 1995 wyjechał do Peru, gdzie był m.in. proboszczem parafii w Quillabamba. Odpowiadał także za duszpasterstwo powołań w wikariacie apostolskim Puerto Maldonado.

### Episkopat
15 maja 2001 został mianowany przez papieża Jana Pawła II wikariuszem koadiutorem wikariatu apostolskiego Puerto Maldonado ze stolicą tytularną Thuccabora. Sakry biskupiej udzielił mu 8 lipca tegoż roku ówczesny wikariusz apostolski, bp Juan José Larrañeta Olleta. Po przejściu bp. Ollety na emeryturę 2 lutego 2008 objął rządy w wikariacie.
W 2015 z racji złego stanu zdrowia złożył rezygnację z urzędu, którą 23 czerwca przyjął papież Franciszek.